# سیدی المکی
سیدی المکی (به فرانسوی: Sidi El Mekki) یک شهرک در مراکش است که در استان برشید واقع شده‌است. سیدی المکی ۸٬۹۲۰ نفر جمعیت دارد.